# Джеймс Оливър Кърууд
Джеймс Оливър Кърууд (на английски: James Oliver Curwood) е американски писател на приключенски романи и изявен природозащитник. В България има някои издания като Джеймс Оливър Къруд.

## Биография и творчество
Джеймс Оливър Кърууд е роден на 12 юни 1878 г. в Овосо, Мичиган, САЩ. Джеймс е най-малкият от четирите деца на Джеймс и Абигейл. Баща му е обущар и управлява магазин в Уесттаун, когато Кърууд е на шест години. Предприятието на баща му фалира и семейството се премества във ферма в Ери Каунти, Охайо. Работата във фермата изгражда характера на бъдещия писател и дава начало на мечтата му да пътува. Започва да пише още на девет години. Когато е на тринадесет, семейството му се връща в Овосо.
Джеймс Кърууд прекъсва гимназия преди дипломирането си, но през 1898 г. полага успешно приемния изпит в Мичиганския университет, където учи журналистика. След две години напуска колежа, за да стане репортер за вестника „Detroit News-Tribune“. През 1900 г. продава първата си приключенска история.
Уволнен е от вестника след шест месеца и започва работа при производител на фармацевтични продукти. През 1902 г. се връща в „Detroit News-Tribune“, където работи до 1907 г., когато напуска заеманата длъжност на помощник-редактор, за да се отдаде на творчеството си.
На 21 януари 1900 г. Джеймс Оливър Кърууд се жени за Кора Леон Джонсън. Развеждат се през ноември 1908 г. Имат две деца: Карлота и Виола. На 27 септември 1909 г. Джеймс Кърууд се жени за Етел Грийнууд, с която имат син – Джеймс младши. Кора получава попечителство над дъщерите си, но Карлота живее в Овосо с баща си.
До 1909 г. Джеймс Кърууд е спестил достатъчно пари, за да пътува до канадския северозапад – пътуване, което го вдъхновява да пише приключенски истории за дивата природа. Успехът на неговите книги му предоставя възможност да се връща в Юкон и Аляска в продължение на няколко месеца всяка година, което му позволява да натрупа впечатления и да напише повече от тридесет книги.
Книгите му стават бестселъри в САЩ в началото на 20-те години на XX век. Въз основа на тях са създадени около двайсет филма и множество романи и разкази. При смъртта си през 1927 г. Джеймс Кърууд е най-високоплатеният автор в света.
Последният роман на Кърууд – „Green Timber“, е почти завършен при смъртта му. Той е редактиран от секретарката му Доротея А. Брайънт и е публикуван през 1930 г.
Освен романи Джеймс Кърууд е написал и над двеста статии, кратки разкази и документални поредици за различни литературни и популярни списания през цялата си кариера.
По произведенията на Джеймс Кърууд от 1910 г. са направени двеста филма. През 1988 г. френският режисьор Жан-Жак Ано адаптира за киното романа „Гризли“ във филма „Мечката“ с участието на Джак Уолъс и Чеки Карио. Успехът на филма подновява интереса към произведенията на писателя и те започват да се издават отново.
Джеймс Оливър Кърууд сбъдва детската си мечта, построявайки през 1922 и 1923 г. френски каменен замък в стил от XVIII век по поречието на река Шиауезе, близо до дома си в Овосо.  Отвън замъкът е измазан в жълта мазилка, съдържаща дялани камъни, които Джеймс Кърууд избира сам. Покривът е с медно покритие. В една от залите прави филмово студио, а в една от двете големи кули на замъка прави студио за писане. В сградата няма стаи за хранене и спане. Сега дворецът с двете кули е превърнат в музей, в който всяка година се провежда фестивал в чест на големия писател.
Джеймс Кърууд става собственик на голям лагер в отдалечен район в Барага Каунти, Мичиган, близо до планината Хурон, и хижа в Роскомън, Мичиган.
Джеймс Кърууд е запален ловец в младежките си години и голям любител на ловните трофеи до около десет години преди смъртта си. По време на лов в Скалистите планини вижда голяма мечка, която нарича Тор. Преследва я и се опитва да я застреля на три пъти в рамките на три седмици. Един ден, докато я дебне да се приближи до него, се подхлъзва, пада и чупи пушката си. Мечката се изправя до него, смее се и се отдалечава.
След тази среща Джеймс Кърууд се превръща в ревностен природозащитник и води активна кампания за опазването на природните ресурси на Мичиган. Бори се за ограничаване на лова, за развитие на резерватите за дивеч и зарибяване на реките. На 1 януари 1926 г. е назначен за член на Комисията за опазване на Мичиган. В романа си „Гризли“ той пише: „Най-голямата тръпка не е да убиваш, а да оставиш другите да живеят.“ След смъртта му повечето от мерките са отменени.
Джеймс Кърууд води природосъобразен живот, като яде малко месо, не пие алкохол и спортува редовно.
През 1927 г., по време на риболовно пътуване във Флорида Джеймс Оливър Кърууд е ухапан от паяк и развива алергична реакция. Умира в Овосо от отравяне на кръвта няколко месеца по-късно – на 13 август 1927 г. Погребан е в гробището „Оук Хил“ в Овосо. В негова чест най-високият връх „L'Anse Township“ в Мичиган е преименуван на връх Кърууд (604 м), а паркът „L'Anse Township“ е преименуван на парк „Кърууд“.
Джеймс Кърууд казва за себе си: „Природата е моя вяра и копнеж; най-големият ми стремеж е да отведа читателите си в сърцето на този природа.“

## Произведения

### Романи и повести
- Commerce on the Great Lakes (1907)
- Капитан Плъм, The Courage of Captain Plum (1908)
- The Wolf Hunters: A Tale of Adventure in the Wilderness (1908)
- Златотърсачи, The Gold Hunters: A Story of Life And Adventure in the Hudson Bay Wilds (1909)
- The Great Lakes: The Vessels That Plough Them (1909)
- The Danger Trail (1910)
- Честта на дълбоките снегове, The Honor of the Big Snows (1911)
- Steele of the Royal Mounted (1911)
- Северно цвете, Flower of the North: A Modern Romance (1912)
- Изабела, Isobel: A Romance of the Northern Trail (1913)
- Дивото куче Казан, Kazan: Wolf-dog of the North (1914)
- God's County and the Woman (1915)
- Гризли, The Grizzly: A Companion Story to Kazan (1916)
- The Hunted Woman (1916)
- Baree, Son of Kazan (1917)
- The Courage of Marge O'Doone (1918)
- The Grizzly King: A Romance of the Wild (1918)
- При извора на реката, The River's End: A New Story of God's Country (1919)
- Nomads of the North: A Story of Romance And Adventure Under the Open Stars (1919)
- Back to God's Country: And Other Stories (1920)
- Долината на мълчаливите, The Valley of Silent Men: A Story of the Three River Country (1920)
- Пътеката на щастието, God's Country: The Trail to Happiness (1921)
- Златната примка, The Golden Snare (1921)
- Гората в пламъци, The Flaming Forest: A Novel of the Canadian Northwest (1921)
- Сенки над Аляска, The Alaskan: A Novel of the North (1922)
- The Country Beyond: A Romance of the Wilderness (1922)
- A Gentleman of Courage: A Novel of the Wilderness (1924)
- Оковани в лед сърца, The Ancient Highway: A Novel of High Hearts And Open Roads (1925)
- The Black Hunter: A Novel of Old Quebec (1926)
- В дебрите на Севера, Swift Lightning: A Story of Wildlife Adventure in the Frozen North (1926)
- Равнините на Абраам, The Plains of Abraham (1928)
- The Crippled Lady of Peribonka (1929)
- Green Timber (1930)
- Falkner of the Inland Seas (1931)

### Документалистика
- Son of the Forests: An Autobiography (1930)